# Robert Slatzer
Robert Franklin Slatzer (* 4. April 1927 in Marion, Ohio; † 28. März 2005 in Los Angeles, Kalifornien) war ein US-amerikanischer Biograf, Regisseur und Schauspieler.

## Leben
Nachdem Slatzer die Ohio State University besuchte, wurde er Nachrichtenreporter in der Columbus Dispatch, bevor er 1946 nach Hollywood zog. Ihm zufolge begann er dort eine Liebschaft mit der Schauspielerin Marilyn Monroe, mit der er bereits am ersten Tag des Kennenlernens ausging. Laut Slatzer lebte er mit Monroe eine Zeit lang zusammen und die beiden gingen für die nächsten sechs Jahre, also auch während Monroes Ehe mit dem Baseballspieler Joe DiMaggio, aus. In seiner Biografie über Monroe, The Life and Curious Death of Marilyn Monroe, behauptete er, sie im Oktober 1952 in Tijuana, Mexiko insgeheim geheiratet zu haben und somit ihr zweiter Ehemann, vor DiMaggio, gewesen zu sein. Laut ihm forderte der Leiter der 20th Century Fox, Darryl F. Zanuck, die Geheimhaltung der Ehe, um Monroes Image zu bewahren, sodass die Heirat nur drei Tage hielt. Donald Spoto versuchte die Ehe in seinen Biografien über Monroe zu widerlegen; Spoto zufolge widerlegte ein Dokument Monroes aus dem Oktober 1952, dass sie sich in Mexiko aufhielt.
1992 veröffentlichte Slatzer eine weitere Biografie über Monroe, The Marilyn Files, nachdem er ein Gericht dazu aufforderte, Ermittlungen um Monroes Tod neu aufzurollen. Slatzer glaubte immer, dass sie ermordet wurde und machte dafür John F. Kennedy und Robert F. Kennedy verantwortlich. Bis zu seinem Tod hielt er trotz des Mangels jeglicher Beweise daran fest, mit Monroe verheiratet gewesen zu sein. Er starb am 28. März 2005 im Cedars-Sinai Medical Center, im Alter von 77 Jahren; in seinen Lebzeiten hatte er ebenfalls Filme geschrieben und inszeniert, darunter Bigfoot, The Hellcats und Mule Feathers. Er schrieb außerdem die Bücher Duke: The Life and Times of John Wayne und Bing Crosby: Hollow Man und gründete Slatzer Oil and Gas Co. sowie Robert F. Slatzer Productions. Er wurde von seiner Frau, Deborah Slatzer, überlebt und auf dem Westwood Village Memorial Park Cemetery beerdigt.